# XDCAM
XDCAM – to seria profesjonalnych cyfrowych kamkorderów i magnetowidów japońskiego koncernu Sony. Cechą charakterystyczną tych urządzeń jest rezygnacja z zapisu na kasetach wideo na rzecz napędu optycznego Blu-ray.

## Nośniki danych
- Urządzenia serii XDCAM i XDCAM HD korzystają z dysków optycznych PFD, opartych na technologii Blu-ray. Dyski PFD są odporne na działanie promieni rentgenowskich i pola magnetycznego. Mogą być wykorzystywane wielokrotnie – producent gwarantuje co najmniej 1000 cykli zapisu oraz milion cykli odczytu. Żywotność dysku jest szacowana na ponad 50 lat[1]. Dyski PFD występują w dwóch pojemnościach:
  - PFD-23A - zapis jednowarstwowy, pojemność 23,3 GB
  - PFD-50DLA - zapis dwuwarstwowy, pojemność 50 GB.
- Urządzenia serii XDCAM EX korzystają z pamięci flash SxS i SDHC (XDCAM EX).

## Formaty zapisu
- DVCAM SD - przepływność 25 Mb/s, kompatybilny z kodekami używanymi w formacie DV i DVCPRO 25
- MPEG IMX SD - przepływność 30, 40 lub 50 Mb/s, nagrywanie w formacie 4:2:2
- XDCAM HD) CBR - przepływność 25 lub 50 Mb/s (przy przepływności 25 Mb/s kompatybilny z formatem HDV 1080i)
- XDCAM HD VBR - przepływność 18 lub 35 Mb/s

| Przepływność i orientacyjny czas nagrania (dla 4 lub 2 ścieżek dźwięku) |                | Dysk PFD-23A    | Dysk PFD-50DLA  |
| Przepływność i orientacyjny czas nagrania (dla 4 lub 2 ścieżek dźwięku) | HQ 35 Mb/s VBR | 65 min 68 min   | 145 min 150 min |
| Przepływność i orientacyjny czas nagrania (dla 4 lub 2 ścieżek dźwięku) | SP 25 Mb/s CBR | 85 min 90 min   | 190 min 200 min |
| Przepływność i orientacyjny czas nagrania (dla 4 lub 2 ścieżek dźwięku) | LP 18 Mb/s VBR | 112 min 122 min | 248 min 265 min |
| Kompresja                                                               | MPEG-2 MP@HL   | MPEG-2 MP@HL    | MPEG-2 MP@HL    |
| Próbkowanie                                                             | 4:2:0          | 4:2:0           | 4:2:0           |
| Rozdzielczość                                                           | 1440 x 1080    | 1440 x 1080     | 1440 x 1080     |

| Przepływność i orientacyjny czas nagrania |                           | Dysk PFD-23A              | Dysk PFD-50DLA            |
| Przepływność i orientacyjny czas nagrania | 25 Mb/s                   | 185 min                   | 85 min                    |
| Kompresja                                 | DVCAM                     | DVCAM                     | DVCAM                     |
| Próbkowanie                               | 4:2:0 (PAL), 4:1:1 (NTSC) | 4:2:0 (PAL), 4:1:1 (NTSC) | 4:2:0 (PAL), 4:1:1 (NTSC) |
| Aktywnych linii w ramce                   | 576 (PAL), 480 (NTSC)     | 576 (PAL), 480 (NTSC)     | 576 (PAL), 480 (NTSC)     |

## Urządzenia Sony oparte na technice XDCAM

### Kamkordery
- zapisujące na płytach w SD: PDW-510P, PDW-530P
- zapisujące na płytach w HD: PDW-F335K/2, PDW-F335L, PDW-F355L, PDW-700, PDW-F800
- zapisujące na kartach SxS w HD: PMW-EX1, PMW-EX3

### Magnetowidy
- zapisujące na płytach w SD: PDW-1500, PDW-D1
- zapisujące na płytach w HD: PDW-F30, PDW-F75, PDW-HD1500, PDW-F1600, PDW-HR1, PDW-R1, PDW-U1, PDW-V1
- zapisujące na kartach SxS w HD: PMW-EX30, SBAC-US10